# Бабаедово
Бабаедово — деревня в Дорогобужском районе Смоленской области России. Входит в состав Фрунзенского сельского поселения. Население — 3 жителя (2007 год).
Расположена в центральной части области в 10 км к северо-западу от Дорогобужа, в 8 км западнее автодороги Р137 Сафоново — Рославль, на берегу реки Днепр. В 15 км севернее от деревни находится железнодорожная станция Максимово на линии Москва — Минск.

## История
В годы Великой Отечественной войны деревня была оккупирована гитлеровскими войсками в октябре 1941 года, освобождена красной армией в сентябре 1943 года.